# 20 juli
20 juli is de 201ste dag van het jaar (202de dag in een schrikkeljaar) in de gregoriaanse kalender. Hierna volgen nog 164 dagen tot het einde van het jaar. Dit is de eerste dag van de hondsdagen, ook wel pisgriet genoemd.

## Gebeurtenissen
- Algemeen
  - 802 - Nadat keizer Karel de Grote een Frankische delegatie naar kalief Haroen ar-Rashid in Bagdad had gezonden, keert deze na een reis van vijf jaar terug in Aken.
  - 1867 - In Uruguay wordt de stad Rivera gesticht, vernoemd naar José Fructuoso Rivera.
  - 1982 - Twee IRA-bomaanslagen zorgen voor gewonden en doden (negen mensen en acht paarden).
  - 2001 - Het televisieprogramma Opgelicht onthult dat het Tweede Kamer-lid Tara Singh Varma (GroenLinks) heeft gelogen over haar ongeneeslijke ziekte.
  - 2002 - Pim Fortuyn wordt herbegraven in het Italiaanse Provesano, waar hij een huis bezat.
  - 2012 - Bij een schietpartij in Aurora (Colorado) schiet een 24-jarige man twaalf mensen dood in een bioscoop. Tientallen andere bezoekers raken gewond.
  - 2013 - Opening van het multifunctionele stadion Tele2 Arena in de Zweedse hoofdstad Stockholm.
  - 2020 - Voor de kust van Aruba stort een helikopter van Defensie neer na een kustwachtpatrouille. Twee Nederlandse militairen komen daarbij om het leven.[1]

- Economie
  - 2008 - Zimbabwe krijgt een bankbiljet van honderd miljard Zimbabwaanse dollar. Door de enorme inflatie voldoen oudere bankbiljetten niet meer. Officieel is de inflatie 2,2 miljoen procent.

- Kunst en cultuur
  - 1656 - Rembrandt wordt failliet verklaard. Zijn huis, kunstverzameling en atelierspullen worden aan de schuldeisers verkocht.
  - 1988 - Martin Scorseses film The Last Temptation of Christ wordt uitgebracht en zorgt over de gehele wereld voor protesten van fundamentalistische christenen.
  - 2017 - De film Dunkirk gaat in Nederland in première, de oorlogsfilm van regisseur Christopher Nolan is voor een deel opgenomen nabij en op Urk.

- Oorlog
  - 70 - Beleg van Jeruzalem: Titus bestormt de burcht Antonia (burcht).
  - 1402 - De Slag bij Ankara: Timoer Lenk verslaat de Ottomanen onder leiding van sultan Bayezid I.
  - 1592 - Eerste Japanse invasie van Korea: Het Japanse leger van Toyotomi Hideyoshi verovert Pyongyang.
  - 1866 - In de Adriatische Zee vindt in het kader van de Pruisisch-Oostenrijkse Oorlog de Slag bij Lissa plaats.
  - 1916 - De Slag bij Fromelles vond plaats op 19 en 20 juli. In de Australische geschiedenis staat de slag geboekt als de bloedigste 24 uren van Australië. Meer dan 5500 Australiërs kwamen om in de strijd tegen de Duitsers, die gestationeerd waren nabij Fromelles.
  - 1944 - Bomaanslag van kolonel Claus Schenk Graf von Stauffenberg op het leven van Adolf Hitler mislukt.
  - 2011 - De laatste voortvluchtige die wordt gezocht door het Joegoslavië-tribunaal in Den Haag, de voormalige Kroatisch-Servische leider Goran Hadžić, wordt gearresteerd.

- Politiek
  - 1909 - Georges Clemenceau dient zijn ontslag in als premier van Frankrijk.
  - 1951 - Een jonge moslim vermoordt in Jeruzalem koning Abdullah van Jordanië.
  - 1963 - De associatie-overeenkomst tussen de EEG en achttien Afrikaanse landen wordt getekend te Yaoundé.
  - 1975 - België - De haan wordt het embleem van de Franse Gemeenschap.
  - 1988 - Wegens gebrek aan bewijs wordt Osman Morote, die wordt beschouwd als de tweede man van de maoïstische guerrillagroep Lichtend Pad, in de Peruviaanse hoofdstad Lima vrijgesproken van moord op twee ambtenaren.
  - 1992 - Slowakije neemt een grondwet aan, en zal op 1 januari 1993 onafhankelijk worden.
  - 1994 - De Amerikaanse regering weigert met de Haïtiaanse legerleider Raoul Cédras te onderhandelen, behalve als hij over zijn vertrek wil praten.
  - 2012 - De Roemeense premier Victor Ponta heeft grote delen van zijn juridische proefschrift uit 2003 zonder bronvermelding overgenomen, aldus een ethische commissie van de Universiteit van Boekarest.
  - 2017 - Uit protest tegen het regime van president Nicolás Maduro begint een landelijke staking in Venezuela.

- Sport
  - 1908 - De Amerikaanse zwemmer Charles Daniels scherpt bij de Olympische Spelen in Londen het wereldrecord op de 100 meter vrije slag aan tot 1.05,6. Het oude (en eerste) record op het koningsnummer stond sinds 3 december 1905 op naam van de Hongaar Zoltán Halmay.
  - 1912 - De Amerikaanse zwemmer Duke Kahanamoku verbetert in Hamburg het wereldrecord op de 100 meter vrije slag tot 1.01,6. Het oude record (1.02,4) stond sinds 6 april van hetzelfde jaar op naam van de Duitser Kurt Bretting.
  - 1920 - Voetbalclub sc Heerenveen wordt opgericht.
  - 1937 - In Cali (Colombia) wordt het Estadio Pascual Guerrero officieel in gebruik genomen.
  - 1969 - De Belgische wielrenner Eddy Merckx wint de Ronde van Frankrijk.
  - 1973 - De Spaanse wielrenner Luis Ocaña wint de Ronde van Frankrijk.
  - 1975 - De Franse wielrenner Bernard Thévenet wint de Ronde van Frankrijk, vóór Eddy Merckx.
  - 1976 - Brian Goodell scherpt bij de Olympische Spelen in Montreal zijn eigen wereldrecord op de 1500 meter vrije slag aan tot 15.02,40. Het oude record (15.06,66) stond sinds 21 juni 1976 op naam van de Amerikaanse zwemmer.
  - 1980 - Na vijf keer tweede te zijn geworden wint Joop Zoetemelk, als tweede Nederlandse wielrenner in de geschiedenis, de Ronde van Frankrijk.
  - 1990 - In Seattle (Verenigde Staten) wordt het startschot gegeven voor de tweede "Goodwill Games", een vierjaarlijkse sportmanifestatie gesticht in 1986 door Ted Turner met de bedoeling de relatie tussen de V.S. en de Sovjet-Unie te verbeteren.
  - 2008 - Opening van de Energieteam Arena in de Duitse stad Paderborn.
  - 2013 - In Barcelona behaalt de Amerikaanse Haley Anderson de wereldtitel bij zwemmen in open water op de 5 kilometer.

- Wetenschap en technologie
  - 1969 - Landing van Apollo 11 op de maan.[2]
  - 1976 - Het onbemande ruimtevaartuigje Viking 1 maakt een zachte landing op de planeet Mars.[3]
  - 1999 - Na 38 jaar op de bodem van de Atlantische Oceaan te hebben gelegen, wordt de ruimtecapsule van de Mercury MR-4 (Liberty Bell) geborgen door een team onder leiding van Curt Newport.
  - 2004 - De eerste IPv6 adressen worden voor Japan en Zuid-Korea in de DNS root aangebracht; dit is het begin van het publieke IPv6.
  - 2009 - Precies veertig jaar na de eerste mens op de maan lanceert Google een maanversie van Google Earth, waarmee internetgebruikers het maanlandschap kunnen bekijken.
  - 2021 - Miljardair Jeff Bezos heeft succesvol de ruimte bereikt. De New Shepard, het ruimtevaartuig van Bezos' bedrijf Blue Origin wist een hoogte te bereiken van 100 km en kwam daarmee boven de grens van de ruimte die, volgens NASA, 80 kilometer bedraagt. Aan boord waren behalve Bezos zelf ook zijn broer Mark Bezos, een 82-jarige oud-vlieginstructrice van NASA Wally Funk en de Nederlandse tiener Oliver Daemen.[4]
  - 2023 - Ruimtewandeling van de CNSA taikonauten Jing Haipeng en Zhu Yangzhu voor het installeren van apparatuur aan het Chinese ruimtestation Tiangong.[5]

## Geboren

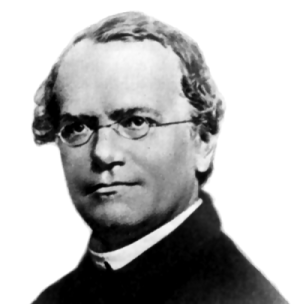
Gregor Mendel
geboren in 1822

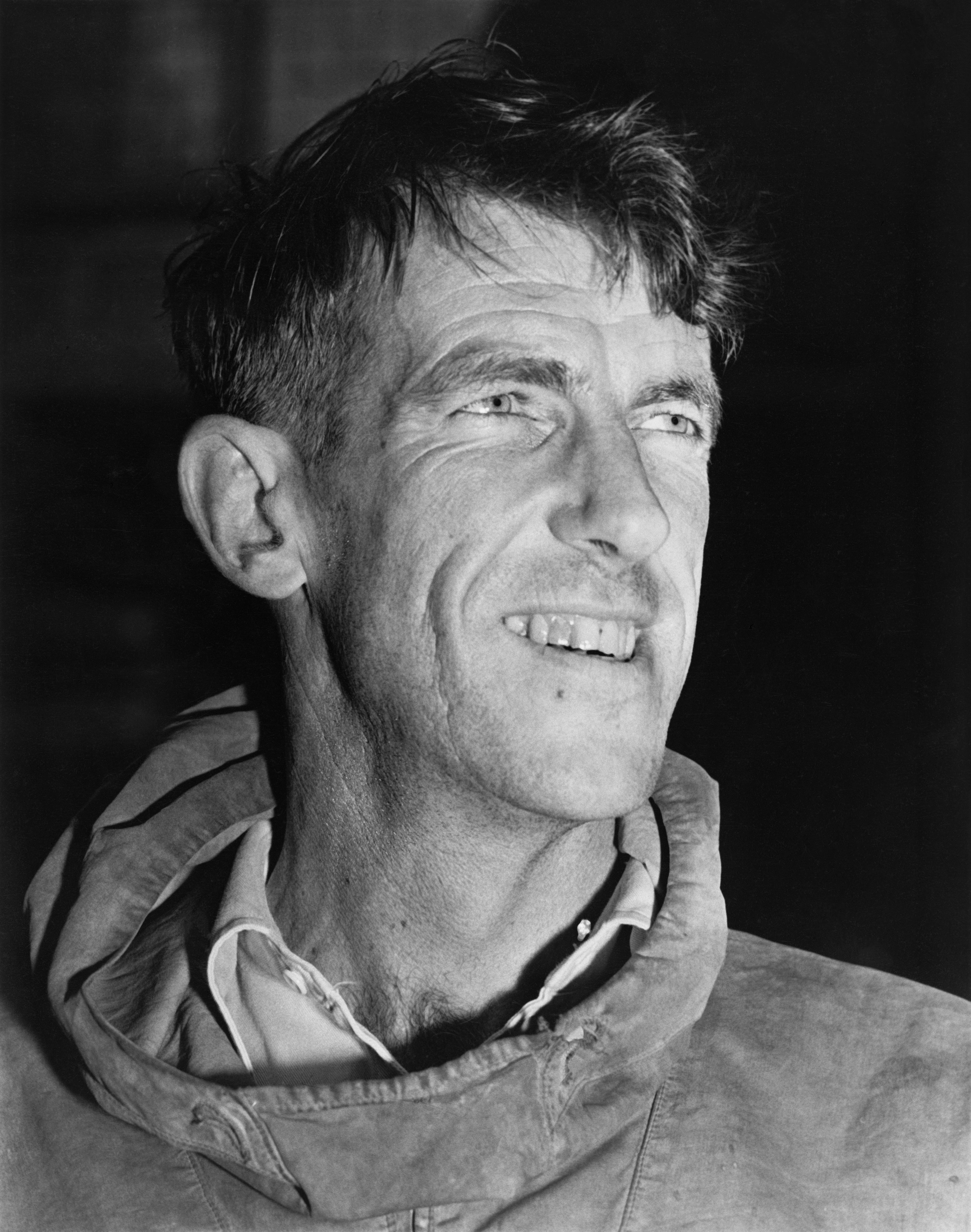
Edmund Hillary
geboren in 1919

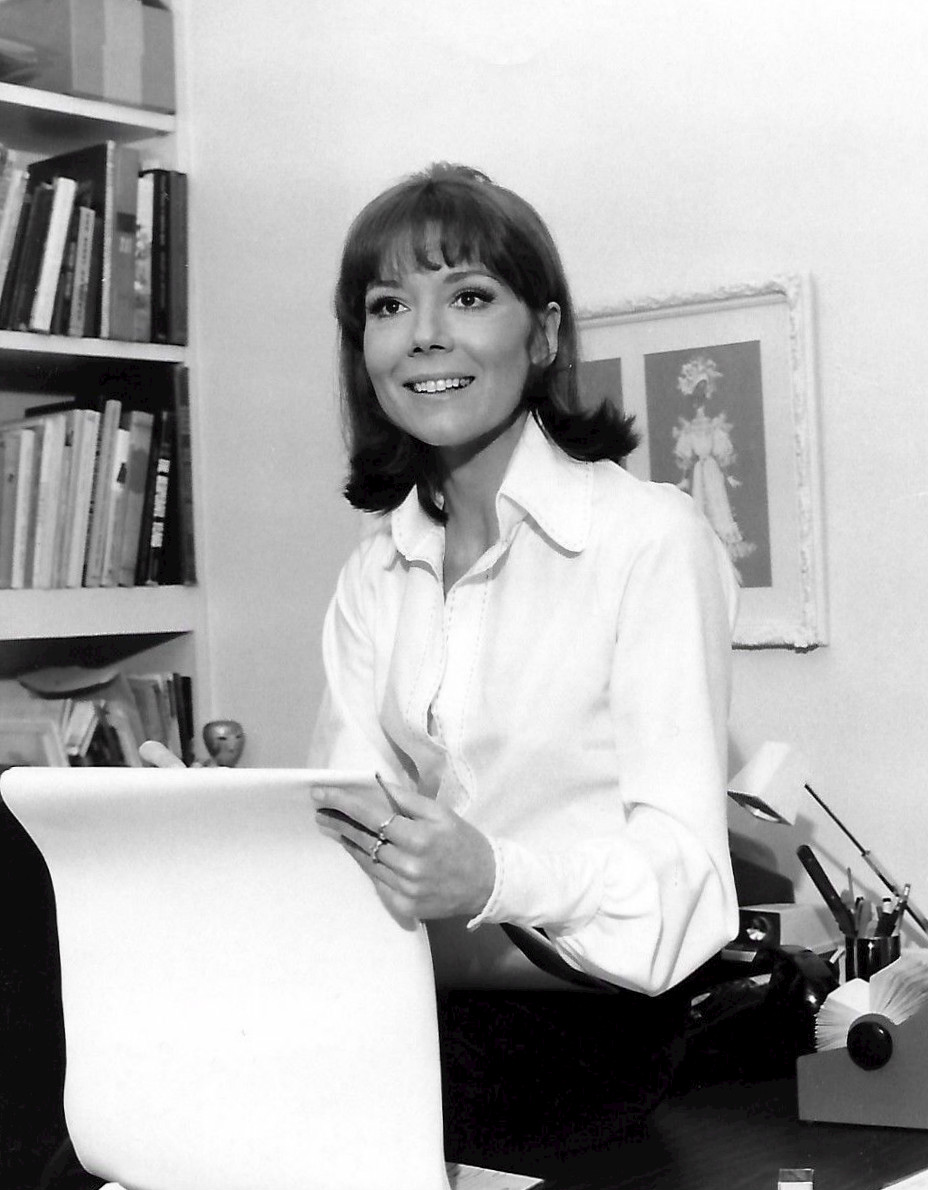
Diana Rigg
geboren in 1938

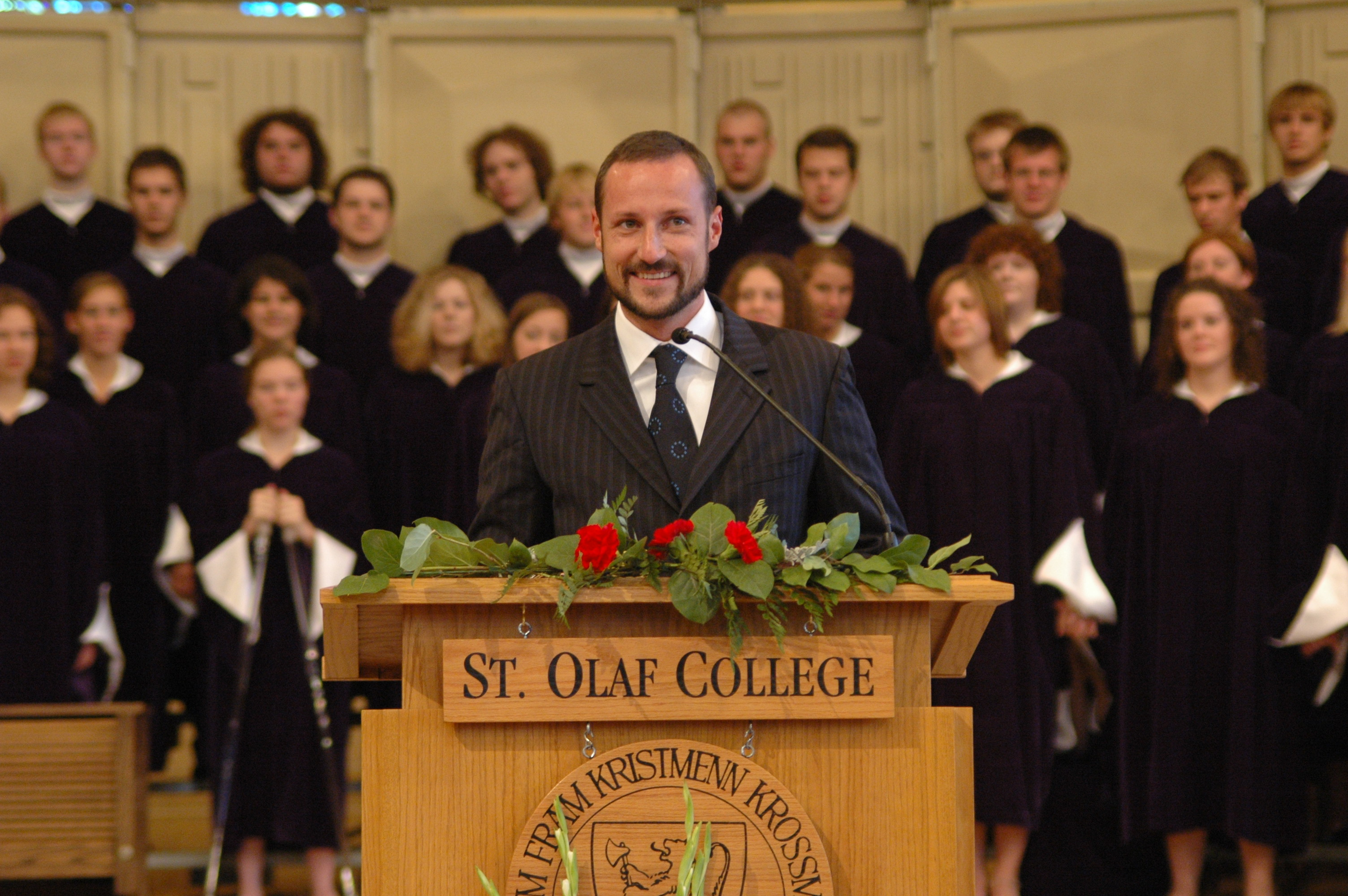
Haakon Magnus van Noorwegen
geboren in 1973

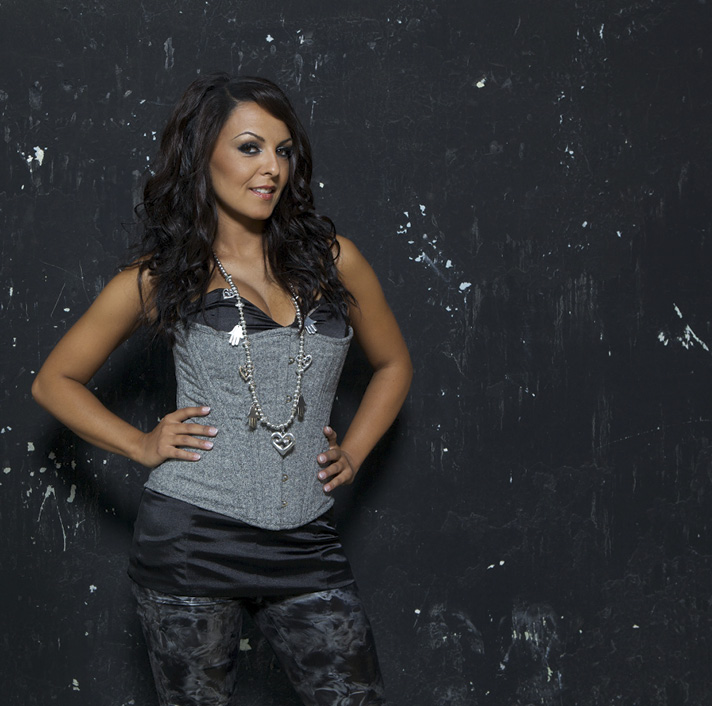
Linda Mertens
geboren in 1978

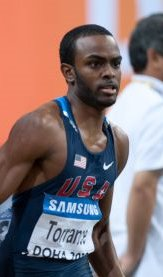
Jamaal Torrance
geboren in 1983

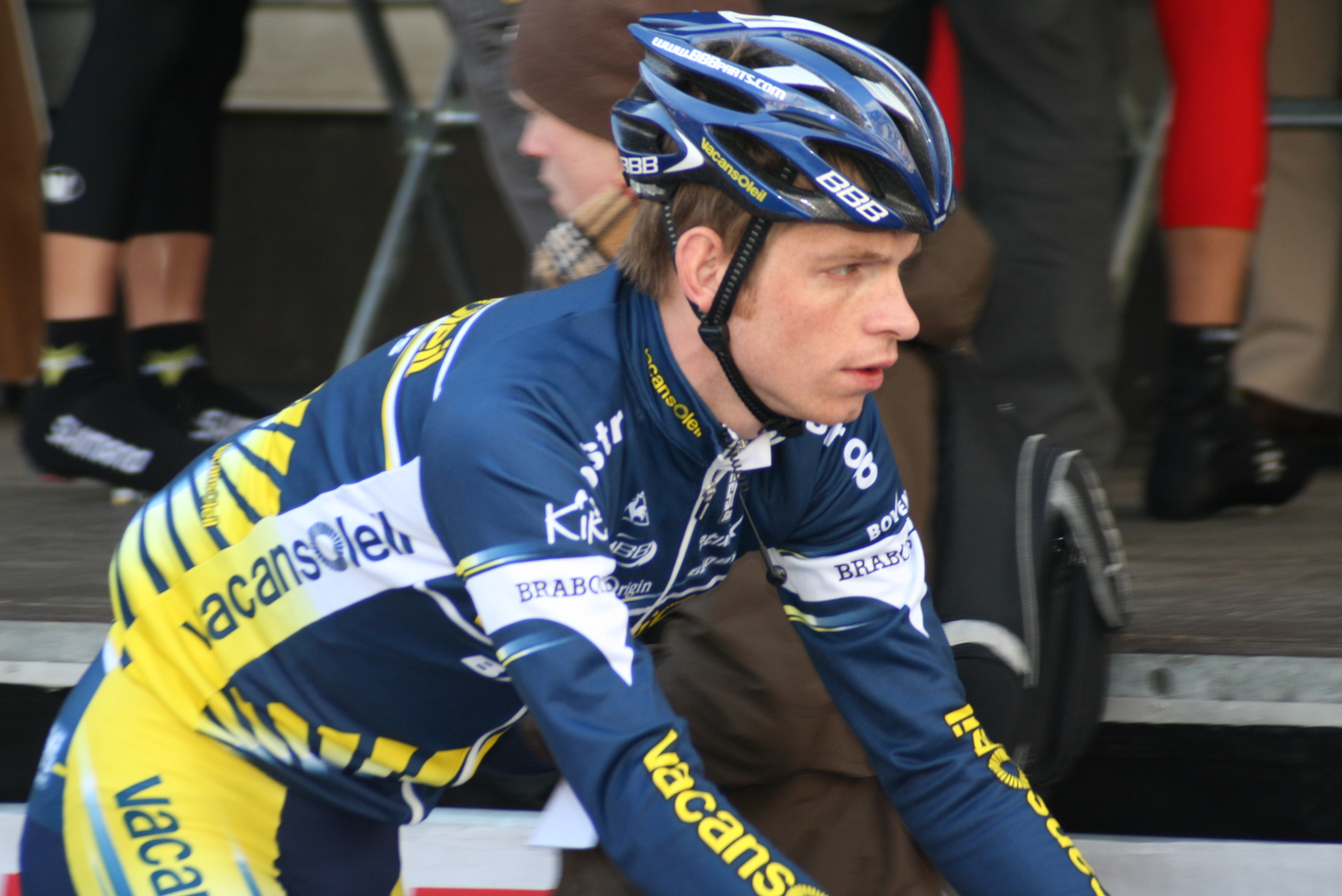
Joost van Leijen
geboren in 1984

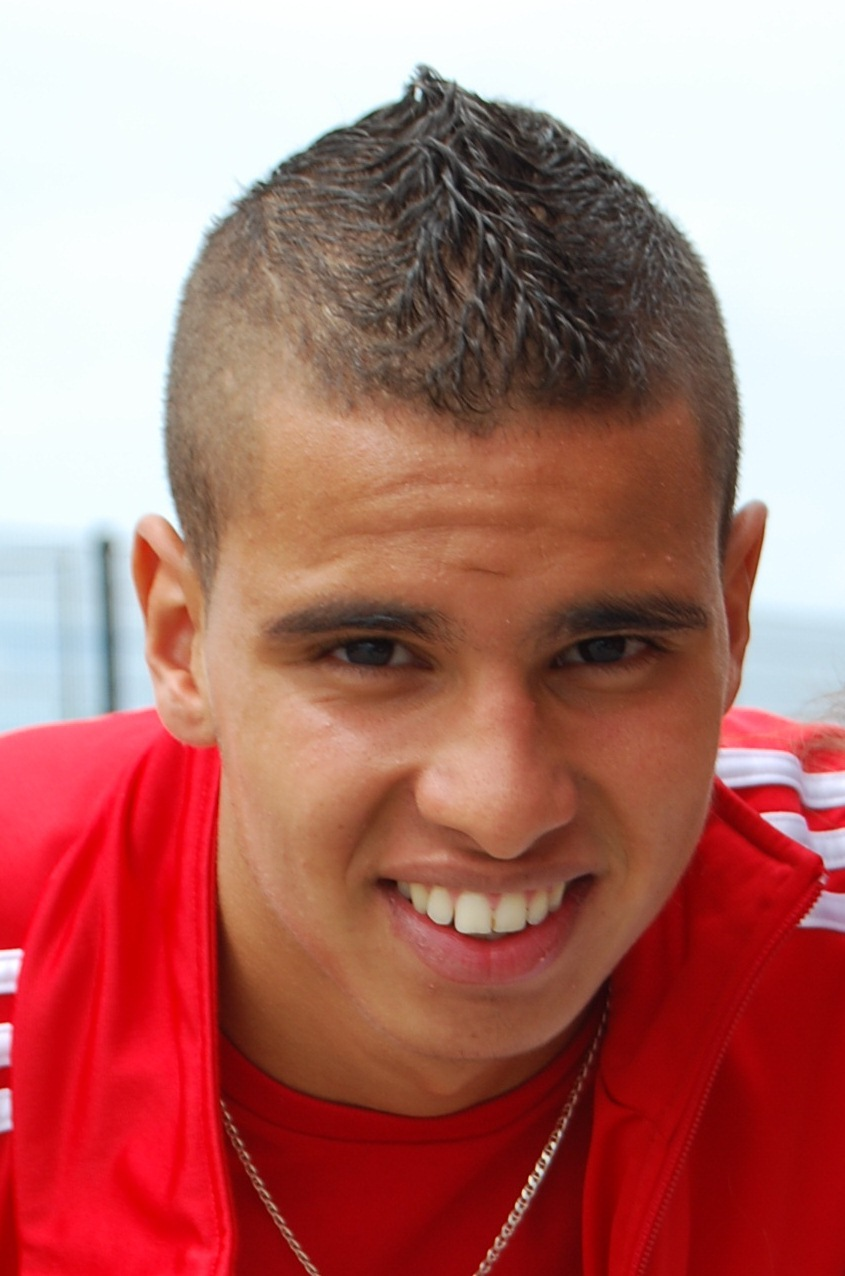
Adam Maher
geboren in 1993

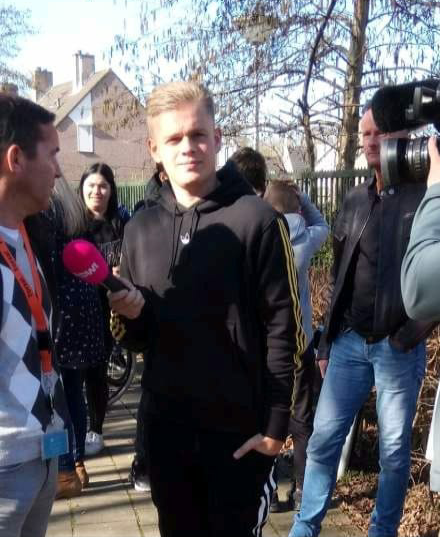
Dennis Schouten
geboren in 1995

- 1304 - Francesco Petrarca, Italiaans dichter en prozaschrijver, en tevens de grondlegger van het humanisme (overleden 1374)
- 1519 - Giovanni Antonio Facchinetti, beter bekend als Paus Innocentius IX (overleden 1591)
- 1649 - Hans Willem Bentinck, diplomaat, geboren (overleden 1709)
- 1659 - Hyacinthe Rigaud, Frans barokschilder (overleden 1743)
- 1729 - Costillares, Spaans torero (overleden 1800)
- 1785 - Mahmut II, Osmaans sultan (overleden 1839)
- 1804 - Richard Owen, Brits bioloog (overleden 1892)
- 1822 - Gregor Mendel, Oostenrijks bioloog (overleden 1884)
- 1829 - Luis Terrazas, Mexicaans politicus, militair en haciendero (overleden 1923)
- 1851 - Arnold Pick, Duits neuroloog en psychiater (overleden 1924)
- 1852 - Theo Heemskerk, Nederlands politicus (overleden 1932)
- 1868 - Miron Cristea, Roemeens politicus (overleden 1939)
- 1870 - Gerard Nolst Trenité, Nederlands schrijver (overleden 1946)
- 1872 - Déodat de Séverac, Frans componist (overleden 1921)
- 1873 - Alberto Santos-Dumont, Braziliaans luchtvaartpionier (overleden 1932)
- 1876 - John Mulcahy, Amerikaans roeier (overleden 1942)
- 1893 - Alexander I van Griekenland (overleden 1920)
- 1893 - Arno von Lenski, Duits generaal (overleden 1986)
- 1894 - Stefán Jóhann Stefánsson, IJslands politicus (overleden 1980)
- 1894 - Emil Vogel, Duits generaal (overleden 1985)
- 1896 - Eunice Sanborn, Amerikaans oudste mens ter wereld (overleden 2011)
- 1897 - Tadeus Reichstein, Pools-Zwitsers scheikundige en Nobelprijswinnaar (overleden 1996)
- 1900 - Maurice Gilliams, Belgisch schrijver (overleden 1982)
- 1900 - Lau Spel, Nederlands atleet (overleden 1979)
- 1903 - Jef Van de Wiele, Belgisch politicus (overleden 1979)
- 1909 - Jan Bussell, Engels poppenspeler, schrijver en televisiemaker (overleden 1984/85)
- 1909 - Georges Guille, Frans politicus (overleden 1985)
- 1913 - Ben van Meerendonk, Nederlands fotojournalist (overleden 2008)
- 1914 - Ersilio Tonini, Italiaans kardinaal (overleden 2013)
- 1916 - Hans von Blixen-Finecke jr., Zweeds ruiter (overleden 2005)
- 1919 - Sir Edmund Hillary, Nieuw-Zeelands bergbeklimmer (overleden 2008)
- 1921 - Ted Schroeder, Amerikaans tennisser (overleden 2006)
- 1922 - Manoel Anselmo da Silva (Maneco), Braziliaans voetballer (overleden 1956)
- 1924 - Lola Albright, Amerikaans actrice (overleden 2017)
- 1924 - Hans Lodeizen, Nederlands dichter (overleden 1950)
- 1925 - Jacques Delors, Frans politicus (overleden 2023)
- 1925 - Mathieu Rutten, Belgisch burgemeester en senator (overleden 2011)
- 1927 - Barbara Bergmann, Amerikaans feministisch econoom (overleden 2015)
- 1927 - Henk Hofland, Nederlands journalist en columnist (overleden 2016)
- 1928 - Peter Ind, Brits jazzcontrabassist (overleden  2021)
- 1929 - Jean Baudrillard, Frans socioloog, cultuurcriticus en filosoof (overleden 2007)
- 1929 - Rien Goené, Nederlands kunstenaar (overleden 2013)
- 1931 - Tony Marsh, Brits autocoureur (overleden 2009)
- 1932 - Hielke Nauta, Nederlands burgemeester (overleden 2020)
- 1932 - Nam June Paik, (Zuid-)Koreaans-Amerikaans kunstenaar (overleden 2006)
- 1932 - Otto Schily, Duits politicus
- 1933 - Cormac McCarthy, Amerikaans schrijver (overleden 2023)
- 1933 - Deryck Ferrier, Surinaams landbouwkundige en socioloog (overleden 2022)
- 1933 - Buddy Knox, Amerikaans zanger en songwriter (overleden 1999)
- 1935 - Henk Molleman, Nederlands politicus en ambtenaar (overleden 2005)
- 1936 - Frank Leeflang, Surinaams jurist, diplomaat en politicus (overleden 2024)
- 1938 - Deniz Baykal, Turks politicus (overleden 2023)
- 1938 - Roger Hunt, Engels voetballer (overleden 2021)
- 1938 - Diana Rigg, Brits actrice (overleden 2020)
- 1938 - Natalie Wood, Amerikaans actrice (overleden 1981)
- 1939 - Hanneke Groenteman, Nederlands radio- en televisiepresentatrice
- 1939 - Judy Chicago, Amerikaans beeldend kunstenaar en feministe
- 1942 - Pete Hamilton, Amerikaans autocoureur (overleden 2017)
- 1943 - Chris Amon, Nieuw-Zeelands autocoureur (overleden 2016)
- 1943 - Wendy Richard, Engels actrice (overleden 2009)
- 1945 - Kim Carnes, Amerikaans singer-songwriter
- 1946 - René Diekstra, Nederlands psycholoog
- 1946 - Peter Simons, Belgisch film- en televisieregisseur (overleden 2005)
- 1947 - Henk Post, Nederlands voetballer (overleden 2022)
- 1947 - Carlos Santana, Mexicaans-Amerikaans gitarist
- 1948 - Barry Lynn, Amerikaans predikant en activist
- 1948 - Muse Watson, Amerikaans televisie- en filmacteur
- 1949 - Maroesja Ljoebtsjeva, Bulgaars politica
- 1951 - Larry Black, Amerikaans atleet (overleden 2006)
- 1951 - Jeff Rawle, Brits acteur
- 1953 - Lee Garlington, Amerikaans actrice en filmproducente
- 1954 - Ria Ahlers, Nederlands atlete
- 1954 - Jerome Preston Bates, Amerikaans acteur
- 1956 - Guido Bindels, Nederlands auteur en journalist
- 1956 - Paul Cook, Engels drummer
- 1956 - Thomas N'Kono, Kameroens voetballer
- 1956 - Kirk Pfeffer, Amerikaans atleet
- 1958 - Carine Dewaele, Belgisch politica
- 1958 - Zoran Kalinić, Servisch tafeltennisser
- 1958 - Billy Mays, Amerikaans televisiepersoonlijkheid (overleden 2009)
- 1959 - Julia Samuël, Nederlands televisiepresentatrice
- 1960 - Alexandru Spiridon, Moldavisch voetballer
- 1961 - Ria Visser, Nederlands schaatsster en televisiecommentatrice
- 1963 - Paula Ivan, Roemeens atlete
- 1963 - Jacky Mathijssen, Belgisch voetballer en voetbaltrainer
- 1963 - Frank Whaley, Amerikaans acteur, filmregisseur en scenarioschrijver
- 1963 - Aleksandr Zjoelin, Russisch kunstschaatser
- 1964 - Chris Cornell, Amerikaans muzikant (overleden 2017)
- 1964 - Terri Irwin, Amerikaans-Australisch dierkundige
- 1964 - Linda Le Bon, Belgisch skiester
- 1964 - Sebastiano Rossi, Italiaans voetballer
- 1964 - Dean Winters, Amerikaans acteur
- 1964 - Dražen Žerić, Kroatisch zanger
- 1966 - Carlo l'Ami, Nederlands voetbaldoelman
- 1967 - Sabine De Vos, Belgisch omroepster, presentatrice en kinderboekenschrijfster
- 1967 - Reed Diamond, Amerikaans acteur
- 1968 - Hami Mandıralı, Turks voetballer
- 1968 - Kool G Rap (Nathaniel Wilson), Amerikaans rapper
- 1968 - Michael Park, Amerikaans acteur
- 1968 - Julian Rhind-Tutt, Brits acteur
- 1969 - Josh Holloway, Amerikaans acteur
- 1969 - Erica Yong, Nederlands zangeres (overleden 2021)
- 1971 - Jozef Pisár, Slowaaks voetballer
- 1971 - Sandra Oh, Canadees actrice
- 1971 - Peter Wijker, Nederlands voetballer
- 1972 - Geena Lisa Peeters, Belgisch zangeres en presentatrice
- 1973 - Omar Epps, Amerikaans acteur en rapper
- 1973 - Haakon Magnus van Noorwegen, Noors prins
- 1973 - Claudio Reyna, Amerikaans voetballer
- 1974 - Simon Rex, Amerikaans acteur
- 1974 - Mohammed Abdelhak Zakaria, Bahreins atleet
- 1975 - Ray Allen, Amerikaans basketballer
- 1975 - Rodolfo Arruabarrena, Argentijnse voetballer en voetbalcoach
- 1975 - Judy Greer (Judith Therese Evans), Amerikaans actrice
- 1975 - Erik Hagen, Noors voetballer
- 1975 - Aimee Mullins, Amerikaans atlete,  actrice en mannequin
- 1976 - Ewout Irrgang, Nederlands politicus
- 1976 - Tamás Kásás, Hongaars waterpoloër
- 1977 - Kiki Musampa, Nederlands voetballer
- 1977 - Yves Niaré, Frans atleet (overleden 2012)
- 1978 - Fritz Aanes, Noors worstelaar
- 1978 - Danil Boerkenja, Russisch atleet
- 1978 - Charlie Korsmo, Amerikaans acteur
- 1978 - Linda Mertens, Belgisch zangeres
- 1979 - Claudine Barretto, Filipijns actrice
- 1979 - Miklós Fehér, Hongaars voetballer (overleden 2004)
- 1980 - Gisele Bündchen, Braziliaans topmodel
- 1980 - Olcay Gulsen, Nederlands modeontwerpster
- 1982 - Kenny Van Der Schueren, Belgisch wielrenner
- 1983 - Denis Dasoul, Belgisch voetballer (overleden 2017)
- 1983 - Ignisious Gaisah, Ghanees/Nederlands atleet
- 1983 - Mona-Liisa Nousiainen, Fins langlaufster (overleden 2019)
- 1983 - Manuel Schüttengruber, Oostenrijks voetbalscheidsrechter
- 1983 - Jamaal Torrance, Amerikaans atleet
- 1984 - Martijn La Grouw, Nederlands radio-dj
- 1984 - James Mackay, Australisch acteur
- 1984 - Joost van Leijen, Nederlands wielrenner
- 1985 - John Francis Daley, Amerikaans acteur
- 1985 - Kléberson Davide, Braziliaans atleet
- 1985 - Louis Jacob van Zyl, Zuid-Afrikaans atleet
- 1986 - Benjamin Stasiulis, Frans zwemmer
- 1987 - Miki Ito, Japans freestyleskiester
- 1988 - Chris Basham, Engels voetballer
- 1988 - Kevin Drury, Canadees freestyleskiër
- 1988 - Toni Kolehmainen, Fins voetballer
- 1988 - Teliana Pereira, Braziliaans tennisster
- 1989 - Brooke Candy, Amerikaans rapper
- 1989 - Mr. Polska, Pools-Nederlands rapper
- 1990 - Wendie Renard, Frans voetbalster
- 1990 - Thomas van den Houten, Nederlands voetballer
- 1991 - Heidi Weng, Noors langlaufster
- 1992 - Kemarley Brown, Bahreins atleet
- 1992 - Joris Ouwerkerk, Nederlands snowboarder
- 1992 - Paige Hurd, Amerikaans actrice
- 1993 - Alycia Debnam-Carey, Australisch actrice
- 1993 - Måns Grenhagen, Zweeds autocoureur
- 1993 - Adam Maher, Marokkaans-Nederlands voetballer
- 1993 - Lelde Priedulēna, Lets skeletonster
- 1993 - Debrah Scarlett, Noors-Zwitsers zangeres
- 1994 - Santiago Ramírez, Colombiaans baanwielrenner
- 1994 - Maia Shibutani, Amerikaans kunstschaatsster
- 1994 - Joey Sleegers, Nederlands voetballer
- 1995 - Moussa Sanoh, Nederlands voetballer
- 1995 - Dennis Schouten, Nederlands verslaggever en presentator
- 1995 - Dylan Mertens, Nederlands voetballer
- 1995 - Zaqhwan Zaidi, Maleisisch motorcoureur
- 1996 - Charlie Hunter, Australisch atleet
- 1996 - Ben Simmons, Australisch basketballer
- 1996 - Nina Warink, Nederlands youtuber
- 1997 - Billi Bruno, Amerikaans actrice
- 1997 - KM (Kaene Marica), Nederlands rapper
- 1998 - Chantal Hagel, Duits voetbalster
- 1999 - Alexandra, prinses van Hannover, prinses van Brunswijk, dochter van prins Ernst August van Hannover en prinses Caroline van Monaco
- 1999 - Pop Smoke (Bashar Barakah Jackson), Amerikaans rapper, zanger en songwriter (overleden 2020)
- 2000 - Kik Pierie, Nederlands voetballer
- 2000 - Manuel Sulaimán, Mexicaans autocoureur
- 2000 - Olaug Tvedten, Noors voetbalster
- 2001 - Álex Baena, Spaans voetballer
- 2001 - Brad Benavides, Amerikaans-Spaans autocoureur
- 2001 - Pim Ronhaar, Nederlands veldrijder
- 2001 - Valentino Vermeulen, Nederlands voetballer
- 2003 - Joshua Giddings, Brits wielrenner
- 2003 - Oliwia Szymczak, Pools voetbalster
- 2004 - Bjoern Koerdt, Brits wielrenner
- 2005 - Alison Fernandez, Amerikaans actrice
- 2005 - Ella Lloyd, Welsh autocoureur

## Overleden

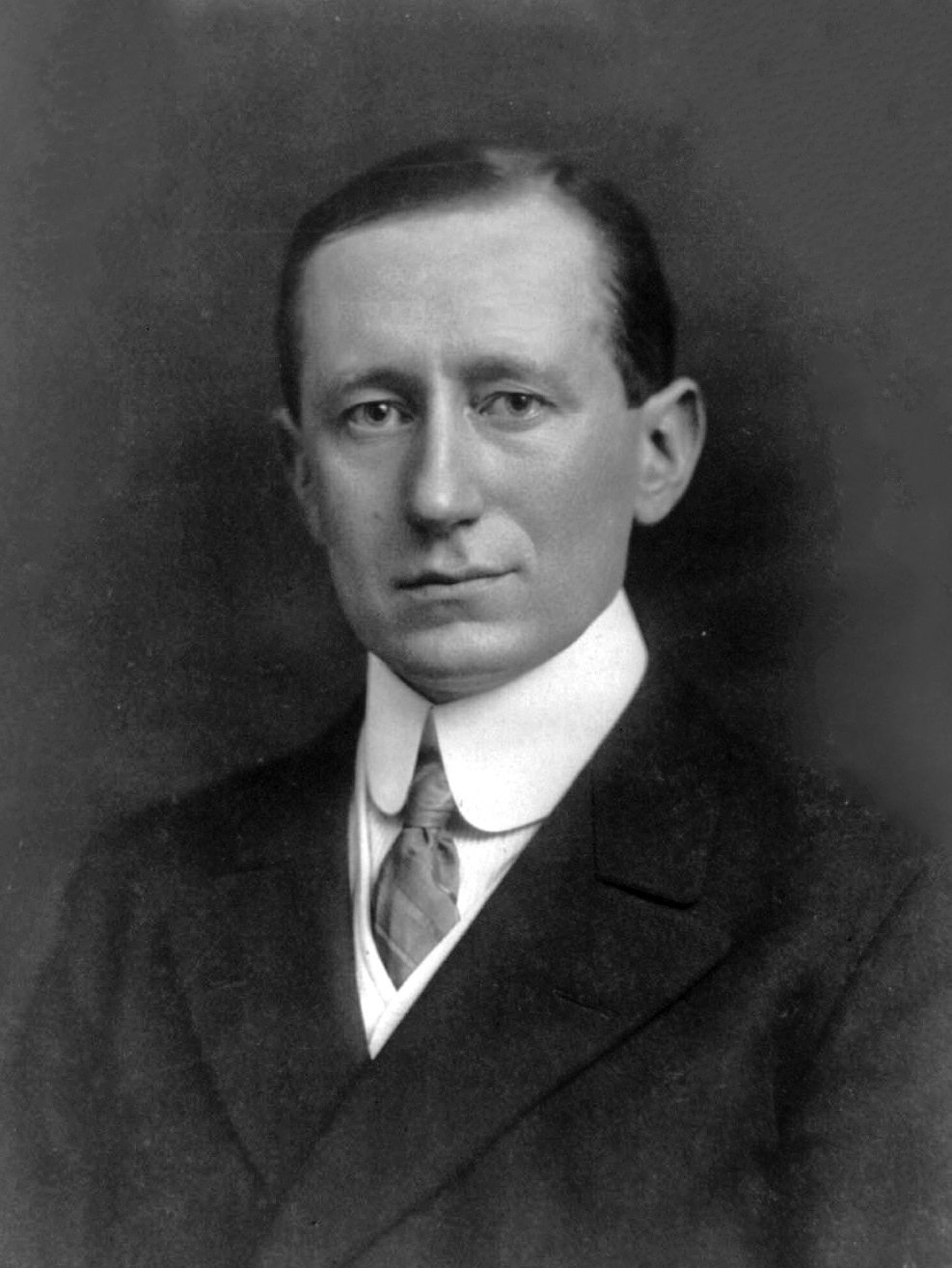
Guglielmo Marconi
overleden in 1937

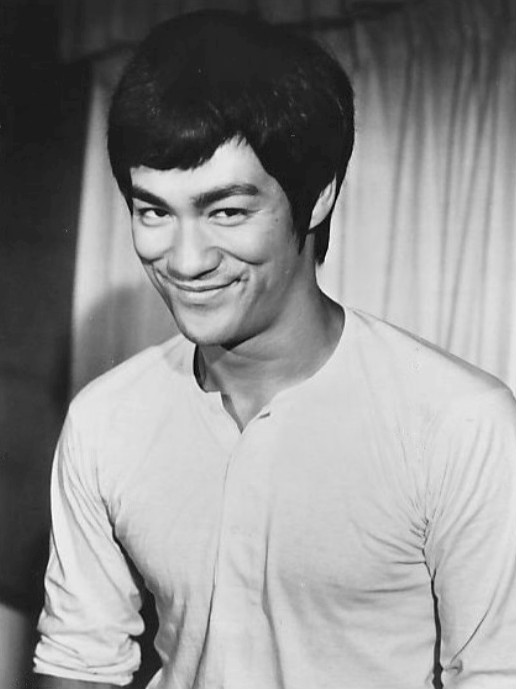
Bruce Lee
overleden in 1973

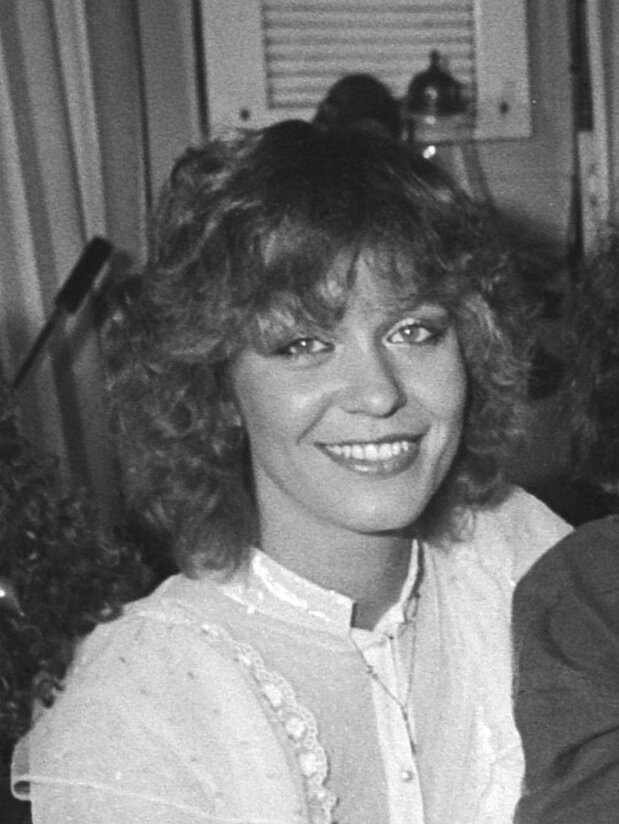
Ria Brieffies
overleden in 2009

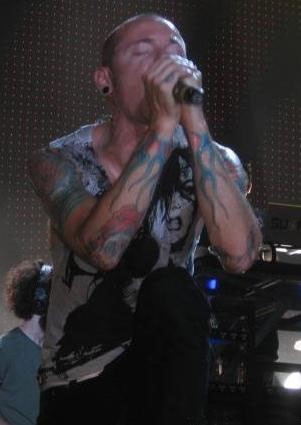
Chester Bennington
overleden in 2017

- 1524 - Claudia (24), koningin van Frankrijk
- 1752 - Johann Christoph Pepusch (ca. 85), Duits-Engels componist, muziekleraar en muziekwetenschapper
- 1816 - Gavrila Derzjavin (73), Russisch dichter
- 1888 - Paul Langerhans (40), Duits patholoog
- 1903 - Paus Leo XIII (93)
- 1923 - Pancho Villa (45), Mexicaans revolutionair
- 1926 - Feliks Dzerzjinski (48), Russisch revolutionair
- 1927 - koning Ferdinand I van Roemenië (61)
- 1937 - Guglielmo Marconi (63), Italiaans natuurkundige
- 1944 - Ludwig Beck (64), Duits generaal
- 1951 - Wilhelm van Pruisen (69), laatste kroonprins van het keizerrijk Duitsland
- 1955 - Calouste Gulbenkian (86), Armeens zakenman en filantroop
- 1959 - Karl Ansén (71), Zweeds voetballer
- 1961 - Rudi Hornecker (59), Duits cineast
- 1973 - Bruce Lee (32), Amerikaans filmacteur
- 1980 - Piet Bouman (87), Nederlands voetballer
- 1980 - Gerard Croiset (71), Nederlands paragnost
- 1984 - Jim Fixx (52), Amerikaans journalist en auteur
- 1989 - José Augusto Brandão (79), Braziliaans voetballer
- 1990 - Sara Heyblom (98), Nederlands actrice
- 1994 - Paul Delvaux (96), Belgisch schilder
- 1995 - Ernest Mandel (72), Belgisch marxist
- 1999 - Emil Andres (87), Amerikaans autocoureur
- 2003 - Lauri Aus (32), Ests wielrenner
- 2003 - Wim Nota (83), Nederlands atleet
- 2005 - James Doohan (85), Canadees acteur
- 2006 - Theo Sijthoff (69), Nederlands wielrenner en modeontwerper
- 2006 - Job Zomer (66), Nederlands muziekproducer, radioprogrammamaker en muzikant
- 2007 - Tammy Faye Messner (65), Amerikaans zangeres en auteur
- 2008 - Dinko Šakić (86), Kroatisch oorlogsmisdadiger
- 2009 - Ria Brieffies (52), Nederlands zangeres
- 2009 - Vedat Okyar (64), Turks voetballer
- 2009 - Louis de Wijze (87), Nederlands Holocaustoverlevende en ondernemer
- 2011 - Lucian Freud (88), Brits schilder
- 2012 - Simon Ward (70), Brits acteur
- 2013 - John Casablancas (70), Braziliaans-Amerikaans ondernemer
- 2013 - Patrick Moriau (62), Belgisch politicus
- 2013 - Helen Thomas (92), Amerikaans journaliste
- 2015 - Wayne Carson (72), Amerikaans songwriter
- 2016 - Dominique Arnaud (60), Frans wielrenner
- 2017 - Chester Bennington (41), Amerikaans zanger
- 2017 - Andrea Jürgens (50), Duits schlagerzangeres
- 2017 - Cor Kleisterlee jr. (91), Nederlands politicus
- 2017 - Giuseppe Pelosi (59), Italiaans crimineel
- 2017 - Claude Rich (88), Frans acteur
- 2018 - Gido Berns (78), Nederlands hoogleraar sociale wijsbegeerte
- 2018 - Gerrit Lang (84), Nederlands hoogleraar psychologie
- 2018 - Heinz Schilcher (71), Oostenrijks voetballer
- 2021 - Françoise Arnoul (90), Frans actrice
- 2021 - Theo Jubitana (65), Surinaams inheems leider
- 2021 - Leo Kornbrust (91), Duits beeldhouwer
- 2022 - Cas Enklaar (79), Nederlands acteur
- 2022 - Bernard Labourdette (75), Frans wielrenner
- 2022 - Dick Verhoeven (67), Nederlands burgemeester
- 2023 - Theo Smit (72), Nederlands wielrenner
- 2024 - Robert Rinchard (93), Belgisch snelwandelaar
- 2024 - Moacir Rodrigues Santos (54), Braziliaans voetballer
- 2025 - Owen Gray (86), Jamaicaans reggaemuzikant
- 2025 - Urszula Kozioł (94), Pools dichteres
- 2025 - Malcolm-Jamal Warner (54), Amerikaans acteur
- 2025 - Zygmunt Ziober (69), Pools voetbalscheidsrechter

## Viering/herdenking

Colombia

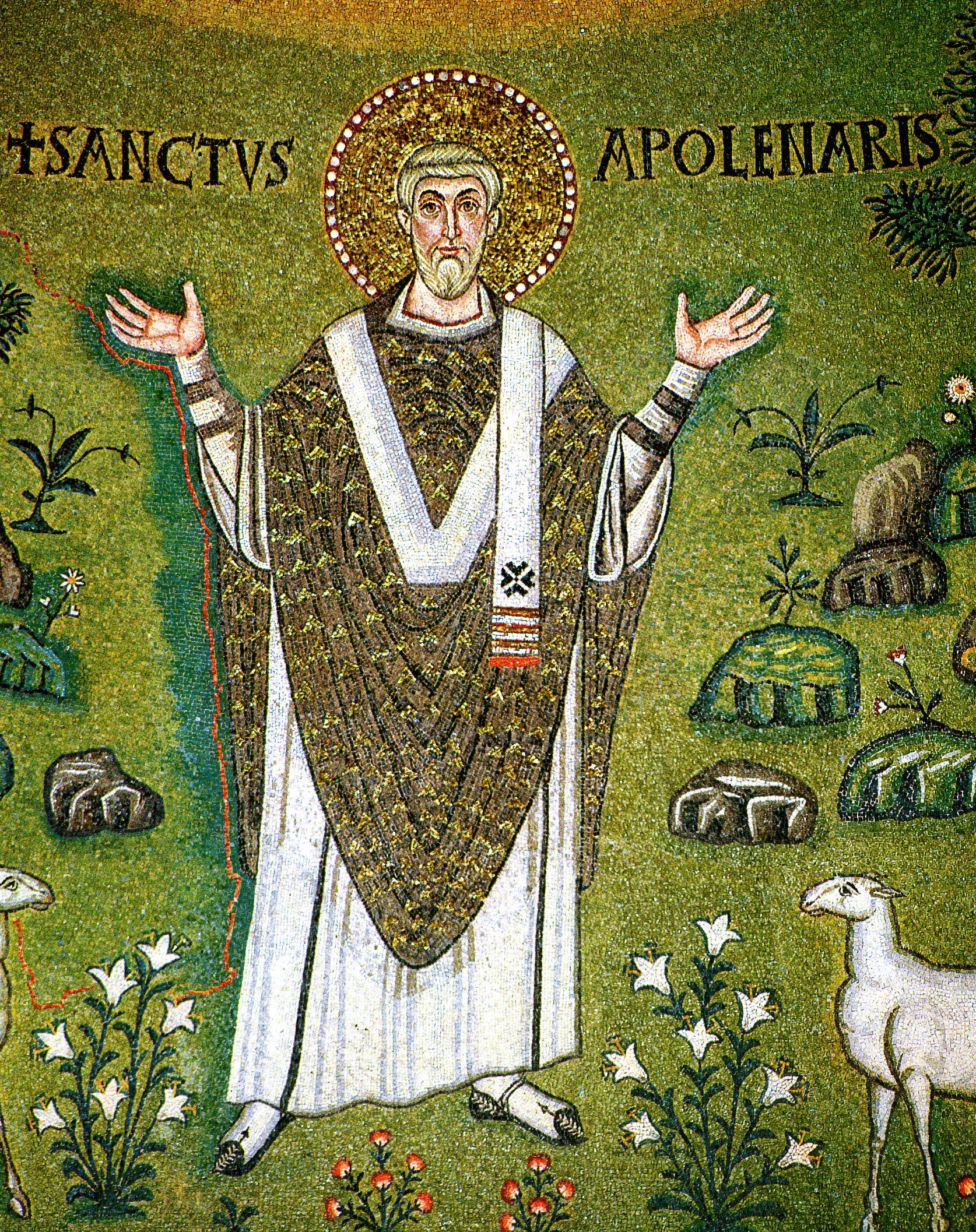
Appolinaris

- Colombia: nationale feestdag (uitroeping onafhankelijkheid in 1810)
- Rooms-katholieke kalender:
  - Heilige Appolinaris († c. 79) - Vrije Gedachtenis
  - Heilige Léon-Ignace Mangin († 1900) - Gedachtenis (in Vlaamse bisdommen)
  - Heilige Margaretha van Antiochië († c. 305)
  - Heilige Elias van de berg Karmel († c. 8e eeuw v.Chr.)
  - Heilige Aurelius (van Carthago) († c. 430)
  - Heilige Ansegisus († c. 833)
  - Heilige Vulmar van Hautmont († 689)
  - Heilige Ontkommer († ? 130)
  - Zalige Margriet van Ieper († 1237)
  - Kerkwijding Kathedraal Brugge (1834)

## Weerextremen

### Nederland
| | Officiële records | Officiële records | Officiële records |      | Landelijke records | Landelijke records | Landelijke records |
| Gebeurtenis | Jaar              | Extreem           | Locatie           | Jaar | Extreem            | Locatie            |                    |
| --- | ----------------- | ----------------- | ----------------- | ---- | ------------------ | ------------------ | ------------------ |
| Laagste etmaalgemiddelde temperatuur (°C) | 1970              | 12,4              | De Bilt           |      | 1968               | 11,1               | Maastricht         |
| Hoogste etmaalgemiddelde temperatuur (°C) | 2006              | 25,6              | De Bilt           |      | 2016               | 26,6               | Maastricht         |
| Laagste minimumtemperatuur (°C) | 1927, 1954        | 6,3               | De Bilt           |      | 2002               | 3,7                | Eelde              |
| Hoogste minimumtemperatuur (°C) | 2006              | 19,6              | De Bilt           |      | 2006               | 21,1               | Valkenburg ZH      |
| Laagste maximumtemperatuur (°C) | 1970              | 15,6              | De Bilt           |      | 1970               | 13,5               | Eelde              |
| Hoogste maximumtemperatuur (°C) | 2016              | 32,9              | De Bilt           |      | 2016               | 35,2               | Eindhoven          |
| Hoogste uurgemiddelde windsnelheid (m/s) | 1908, 1945        | 11,8              | De Bilt           |      | 2008               | 21,0               | Huibertgat         |
| Hoogste windstoot (m/s) | 1958              | 18,5              | De Bilt           |      | 2008 2019          | 25,0 25,0          | Huibertgat Ell     |
| Langste zonneschijnduur (uur) | 1996              | 15,0              | De Bilt           |      | 1959               | 15,5               | Valkenburg ZH      |
| Langste neerslagduur (uur) | 1956              | 8,2               | De Bilt           |      | 1980               | 12,7               | Maastricht         |
| Hoogste etmaalsom van de neerslag (mm) | 2017              | 21,0              | De Bilt           |      | 1980               | 65,8               | Gilze-Rijen        |
| Laagste etmaalgemiddelde relatieve vochtigheid (%) | 1934, 1994        | 55                | De Bilt           |      | 1934, 2010         | 45                 | Maastricht         |
| Laagste uurwaarde luchtdruk op zeeniveau (hPa) | 1980              | 994,9             | De Bilt           |      | 1980               | 993,0              | Maastricht         |
| Hoogste uurwaarde luchtdruk op zeeniveau (hPa) | 1963              | 1028,2            | De Bilt           |      | 1920               | 1029,5             | Maastricht         |
| Officiële records worden altijd gemeten op het KNMI-weerstation in De Bilt. Landelijke records kunnen worden gemeten op elk officieel KNMI-weerstation in Nederland. |                   |                   |                   |      |                    |                    |                    |

Uitzonderlijke gebeurtenissen
- 1914 - Officieel hoogste maximumtemperatuur in °C van het jaar gemeten in De Bilt: 28,2
- 1929 - Officieel hoogste minimumtemperatuur in °C van het jaar gemeten in De Bilt: 17,0
- 1929 - Laatste officiële tropische dag van het jaar (maximumtemperatuur ≥ 30 °C in De Bilt)
- 1950 - Officieel hoogste minimumtemperatuur in °C van het jaar gemeten in De Bilt: 16,7
- 1965 - Officieel hoogste minimumtemperatuur in °C van het jaar gemeten in De Bilt: 16,4
- 1972 - Laatste officiële tropische dag van het jaar (maximumtemperatuur ≥ 30 °C in De Bilt)
- 1992 - Officieel hoogste minimumtemperatuur in °C van het jaar gemeten in De Bilt: 18,9
- 2006 - Officieel hoogste minimumtemperatuur in °C van het jaar gemeten in De Bilt: 19,6
- 2016 - Officieel hoogste minimumtemperatuur in °C van het jaar gemeten in De Bilt: 18,8
- 2016 - Eerste officiële tropische dag van het jaar (maximumtemperatuur ≥ 30 °C in De Bilt)
- 2022 - Officieel hoogste minimumtemperatuur in °C van het jaar gemeten in De Bilt: 18,3

### België
Dagrecords
- 1968 - Laagste etmaalgemiddelde temperatuur 10,6 °C
- 2006 - Hoogste etmaalgemiddelde temperatuur 25,7 °C
- 1968 - Laagste minimumtemperatuur 7,1 °C
- 1900 - Hoogste maximumtemperatuur 32,4 °C
- 1980 - Hoogste etmaalsom van de neerslag 39,1 mm

Uitzonderlijke gebeurtenissen
- 1918 - Onweer met hagelstenen tot 5 cm in de provincie Namen. In Floreffe en in Mettet veroorzaken wind en hagel veel schade.
- 1956 - Tornado boven Gent die echter niet de grond raakt.
- 1980 - Tussen 21 juni en 20 juli valt 241,3 mm neerslag in Ukkel (het hoogste neerslagtotaal van de eeuw in dertig dagen) gevolgd door overstromingen.

<< · 1 · 2 · 3 · 4 · 5 · 6 · 7 · 8 · 9 · 10 · 11 · 12 · 13 · 14 · 15 · 16 · 17 · 18 · 19 · 20 · 21 · 22 · 23 · 24 · 25 · 26 · 27 · 28 · 29 · 30 · 31 · >>